# میشائل مستلین
میشائل مستلین (انگلیسی: Michael Maestlin؛ ۳۰ سپتامبر ۱۵۵۰ – ۲۰ اکتبر ۱۶۳۱) یک ریاضی‌دان، و ستاره‌شناس اهل آلمان بود.